# Jaslyk
Jaslykfängelset eller Jaslyk var ett fängelse i Karakalpakstan i nordvästra Uzbekistan. Enligt frigivna fångar och människorättsorganisationer skedde ofta tortyr i fängelset. Fängelset anklagas för att ha skållat Muzafar Avazov till döds 2002. Enligt tidigare fångar var fängelsets sanitära förhållanden undermåliga med smutsigt dricksvatten och spridning av sjukdomar som tuberkulos och skabb.
Fängelset grundades 1999 och var officiellt känt under kodnamnet UYA 64/71. Fängelset är byggt på en gammal sovjetisk militärbas som en gång i tiden användes för att testa skyddsutrustning mot kemiska vapen. Fängelset öppnade för att husera de tusentals som arresterades efter bombningen 1999 i Uzbekistans huvudstad Tasjkent. Enligt Human Rights Watch hade fängelset mellan 5000 till 7000 intagna år 2012.

## Nedstängning
Fängelset stängdes ned i september 2019 av Uzbekistans president Shavkat Mirziyoyev. Enligt en talesman på Uzbekistans inrikesdepartement stängdes fängelset ned för att förbättra Uzbekistans image utomlands.